# جو رنزتی
جو رنزتی (انگلیسی: Joe Renzetti؛ زادهٔ ۴ ژانویهٔ ۱۹۴۱) یک آهنگساز اهل ایالات متحده آمریکا است.

## جوایز
وی برنده جوایزی همچون جایزه اسکار بهترین موسیقی فیلم شده است.